# 桑氏遠洋鳥
桑氏远洋鳥（Pelagornis sandersi）即桑氏伪齿鸟是一種已經絕種的鳥類，化石發現於2,500萬年前的漸新世恰特期。桑氏偽齒鳥的翼展估計約在6.1、7.4米（20、24英尺）之間，為目前發現到翼展最大的鳥類之一，為現存漂泊信天翁3.5米（11英尺）翼展的兩倍大。目前能跟桑氏偽齒鳥的翼展相比的鳥類是阿根廷巨鷹，估計翼展能超過7米（23英尺）。
桑氏偽齒鳥的生活模式可能和現存的信天翁一樣，在海上滑翔與尋找食物。

## 發現歷史
目前唯一所知桑氏偽齒鳥的化石樣本來自於1983年的南卡羅萊納州查爾斯頓國際機場，由欲在此建造新航廈的建築工人發現，這塊區域的地質年代為2,500萬年前，在當時是一片海洋。物種命名緣由來自考古團隊的領導Albert Sanders ，為查爾斯頓博物館的前館長。化石目前展示在查爾斯頓博物館內，在2014年由 Dan Ksepka 定為新種。

## 外型特徵
桑氏偽齒鳥的腳十分粗短，可能只能透過跳下懸崖的形式起飛，飛行速度估計可達60 km/h（37 mph）。和所有偽齒鳥科的成員一樣，桑氏偽齒鳥在喙的邊緣上也有類似牙齒的突起，這些突起可以協助生物更能緊緊咬住滑溜的獵物。

## 與其他巨型飛行生物比較
桑氏偽齒鳥的翼展6.1—7.4米（20—24英尺）為翼展最大的鳥類之一，也意味著並不是翼展最大的飛行生物。阿根廷巨鷹的翼展能超過7米（23英尺），能跟桑氏偽齒鳥的翼展相比。一些翼龍如哈特茲哥翼龍、風神翼龍，其翼展估計可達10—11米（33—36英尺）。